# Cotxa de Güldenstädt
La cotxa de Güldenstädt o cotxa capblanca (Phoenicurus erythrogastrus) és una espècie d'ocell de la família dels muscicàpids (Muscicapidae) que habita la tundra alpina, zones rocoses i matolls de les muntanyes del nord de l'Iran i zona del Caucas, est del Kazakhstan, Kirguizstan, Tadjikistan, nord-est de l'Afganistan, nord del Pakistan, nord de l'Índia, oest i centre de la Xina, Mongòlia i sud-oest de Sibèria. El seu estat de conservació es considera de risc mínim.
La denominació de Güldenstädt fa referència al naturalista Johann Anton Güldenstädt (1745 -1781).